# Rogers Cup 2013
Rogers Cup 2013 presented by National Bank — тенісний турнір, що проходив на відкритих кортах з твердим покриттям. Це був 124-й Відкритий чемпіонат Канади (серед чоловіків) і 112-й - (серед жінок). Належав до серії Мастерс у рамках Світового Туру ATP 2013 і Турнірів WTA Premier 5 в рамках Туру WTA 2013. Чоловічі змагання відбулись на Uniprix Stadium у Монреалі з 3 до 11 серпня, жіночі й турнір легенд - у Rexall Centre у Торонто з 3 до 11 серпня.

## Очки і призові

### Нарахування очок
| Дисципліна                 | П    | Ф   | ПФ  | ЧФ  | 1/8 | 1/16 | 1/32 | Q   | Q2  | Q1  |
| Чоловіки, одиночний розряд | 1000 | 600 | 360 | 180 | 90  | 45   | 10   | 25  | 16  | 0   |
| Чоловіки, парний розряд    | 1000 | 600 | 360 | 180 | 90  | 0    | Н/Д  | Н/Д | Н/Д | Н/Д |
| Жінки, одиночний розряд    | 900  | 620 | 395 | 225 | 125 | 70   | 1    | 30  | 20  | 1   |
| Жінки, парний розряд       | 900  | 620 | 395 | 225 | 125 | 5    | Н/Д  | Н/Д | Н/Д | Н/Д |

### Призовий фонд
Загальний призовий фонд на 2013 рік становив $3,496,085, тобто приблизно на $800,000 більше, ніж попереднього року.
| Дисципліна                 | П        | Ф        | ПФ       | ЧФ      | 1/8     | 1/16    | 1/32   | Q2     | Q1     |
| Чоловіки, одиночний розряд | $522,550 | $256,220 | $128,960 | $65,575 | $34,050 | $17,950 | $9,695 | $2,145 | $1,095 |
| Жінки, одиночний розряд    | $426,000 | $213,000 | $104,700 | $49,040 | $23,730 | $12,200 | $6,400 | $2,670 | $1,620 |
| Чоловіки, парний розряд    | $155,490 | $76,120  | $38,180  | $19,600 | $10,130 | $5,350  | Н/Д    | Н/Д    | Н/Д    |
| Жінки, парний розряд       | $122,000 | $61,600  | $30,425  | $15,340 | $7,780  | $3,840  | Н/Д    | Н/Д    | Н/Д    |

## Учасники основної сітки в рамках чоловічого турніру

### Сіяні гравці
| Країна          | Гравець                | Рейтинг1 | Сіяний |
| --------------- | ---------------------- | -------- | ------ |
| Сербія          | Новак Джокович         | 1        | 1      |
| Велика Британія | Енді Маррей            | 2        | 2      |
| Іспанія         | Давид Феррер           | 3        | 3      |
| Іспанія         | Рафаель Надаль         | 4        | 4      |
| Чехія           | Томаш Бердих           | 6        | 5      |
| Аргентина       | Хуан Мартін дель Потро | 7        | 6      |
| Франція         | Рішар Гаске            | 9        | 7      |
| Швейцарія       | Стен Вавринка          | 10       | 8      |
| Японія          | Кей Нісікорі           | 11       | 9      |
| Німеччина       | Томмі Гаас             | 12       | 10     |
| Канада          | Мілош Раоніч           | 13       | 11     |
| Іспанія         | Ніколас Альмагро       | 14       | 12     |
| Італія          | Фабіо Фоніні           | 16       | 13     |
| Франція         | Жиль Сімон             | 17       | 14     |
| Польща          | Єжи Янович             | 18       | 15     |
| Сербія          | Янко Типсаревич        | 19       | 16     |

- 1Рейтинг подано станом на 29 липня 2013

### Інші учасники
Учасники, що потрапили в основну сітку завдяки вайлд-кард:
- Френк Данцевич
- Джессі Лівайн
- Filip Peliwo
- Вашек Поспішил

Учасники, що пробились в основну сітку через сито кваліфікації:
- Бенжамін Бекер
- Алекс Богомолов мол.
- Давід Ґоффен
- Лу Єн-Сун
- Марінко Матосевич
- Пітер Поланскі
- Амір Вайнтрауб

### Відмовились від участі
До початку турніру
- Марин Чилич (допінг)
- Роджер Федерер (травма спини)
- Марді Фіш (особисті причини)
- Хуан Монако
- Гаель Монфіс (травма гомілковостопного суглобу)
- Сем Кверрі
- Томмі Робредо
- Віктор Троїцький (допінг)
- Жо-Вілфрід Тсонга (травма лівого коліна)

### Знялись
- Микола Давиденко (бронхіт)
- Томмі Гаас (травма плеча)
- Яркко Ніємінен (травма підколінного сухожилля)

## Учасниці основної сітки в парному розряді

### Сіяні гравчині
| Країна   | Гравчиня             | Країна     | Гравчиня        | Рейтинг1 | Сіяна |
| -------- | -------------------- | ---------- | --------------- | -------- | ----- |
| США      | Боб Браян            | США        | Майк Браян      | 2        | 1     |
| Іспанія  | Марсель Гранольєрс   | Іспанія    | Марк Лопес      | 9        | 2     |
| Австрія  | Александер Пея       | Бразилія   | Бруно Соарес    | 14       | 3     |
| Індія    | Леандер Паес         | Чехія      | Радек Штепанек  | 19       | 4     |
| Пакистан | Айсам-уль-Хак Куреші | Нідерланди | Жан-Жульєн Роєр | 25       | 5     |
| Швеція   | Роберт Ліндстедт     | Канада     | Деніел Нестор   | 29       | 6     |
| Хорватія | Іван Додіг           | Бразилія   | Марсело Мело    | 35       | 7     |
| Білорусь | Макс Мирний          | Румунія    | Горія Текеу     | 38       | 8     |

- Рейтинг подано станом на 29 липня 2013

### Інші учасниці
Нижче наведено пари, які отримали вайлдкард на участь в основній сітці:
- Френк Данцевич /  Аділ Шамасдін
- Джессі Лівайн /  Вашек Поспішил

Наведені нижче пари отримали місце як заміна:
- Жеремі Шарді /  Лукаш Кубот

### Відмовились від участі
До початку турніру
- Вашек Поспішил (травма плеча)

Під час турніру
- Пабло Андухар (травма стегна)
- Томмі Гаас (травма плеча)

## Учасниці основної сітки в рамках жіночого турніру

### Сіяні пари
| Країна    | Гравчиня           | Рейтинг1 | Сіяна |
| --------- | ------------------ | -------- | ----- |
| США       | Серена Вільямс     | 1        | 1     |
| Білорусь  | Вікторія Азаренко  | 3        | 2     |
| Польща    | Агнешка Радванська | 4        | 3     |
| КНР       | Лі На              | 5        | 4     |
| Італія    | Сара Еррані        | 6        | 5     |
| Чехія     | Петра Квітова      | 7        | 6     |
| Франція   | Маріон Бартолі     | 8        | 7     |
| Німеччина | Анджелік Кербер    | 9        | 8     |
| Данія     | Каролін Возняцкі   | 10       | 9     |
| Італія    | Роберта Вінчі      | 11       | 10    |
| Росія     | Марія Кириленко    | 13       | 11    |
| Австралія | Саманта Стосур     | 14       | 12    |
| Бельгія   | Кірстен Фліпкенс   | 15       | 13    |
| США       | Слоун Стівенс      | 16       | 14    |
| Сербія    | Єлена Янкович      | 17       | 15    |
| Сербія    | Ана Іванович       | 16       | 16    |

- Рейтинг подано станом на 29 липня 2013

### Інші учасниці
Гравчині, що потрапили в основну сітку завдяки вайлд-кард:
- Вікторія Азаренко
- Маріон Бартолі
- Ежені Бушар
- Стефані Дюбуа
- Шерон Фічмен

Учасниці, що пробились в основну сітку через сито кваліфікації:
- Кікі Бертенс
- Яна Чепелова
- Лорен Девіс
- Александра Дулгеру
- Юлія Глушко
- Петра Мартич
- Алісон Ріск
- Анастасія Родіонова
- Ольга Савчук
- Шанелль Схеперс
- Анна Татішвілі
- Керол Чжао

Тенісистки, що потрапили в основну сітку як щасливі лузери:
- Світлана Кузнецова
- Бетані Маттек-Сендс
- Моріта Аюмі

### Відмовились від участі
До початку турніру
- Вікторія Азаренко (low травма спини)
- Сімона Халеп
- Бояна Йовановські
- Кая Канепі (change of scheduling)
- Сабіне Лісіцкі
- Роміна Опранді
- Лора Робсон (травма правого зап'ястка)
- Пен Шуай (visa)
- Надія Петрова (травма лівої ноги)
- Марія Шарапова[3] (hip injury)

### Знялись
- Маріон Бартолі

## Учасниці основної сітки в парному розряді

### Сіяні пари
| Країна    | Гравчиня               | Країна    | Гравчиня               | Рейтинг1 | Сіяна |
| --------- | ---------------------- | --------- | ---------------------- | -------- | ----- |
| Італія    | Сара Еррані            | Італія    | Роберта Вінчі          | 2        | 1     |
| Росія     | Катерина Макарова      | Росія     | Олена Весніна          | 10       | 2     |
| Німеччина | Анна-Лена Гренефельд   | Чехія     | Квета Пешке            | 25       | 3     |
| США       | Ракель Копс-Джонс      | США       | Абігейл Спірс          | 34       | 4     |
| Індія     | Саня Мірза             | КНР       | Чжен Цзє               | 41       | 5     |
| США       | Лізель Губер           | Іспанія   | Нурія Льягостера Вівес | 44       | 6     |
| Франція   | Крістіна Младенович    | Казахстан | Галина Воскобоєва      | 44       | 7     |
| Росія     | Анастасія Павлюченкова | Чехія     | Луціє Шафарова         | 47       | 8     |

- Рейтинг подано станом на 29 липня 2013

### Інші учасниці
Нижче наведено пари, які отримали вайлдкард на участь в основній сітці:
- Ежені Бушар /  Кірстен Фліпкенс
- Габріела Дабровскі /  Шерон Фічмен
- Даніела Гантухова /  Мартіна Хінгіс
- Анджелік Кербер /  Петра Квітова

Наведені нижче пари отримали місце як заміна:
- Сандра Клеменшиц /  Ольга Савчук

### Відмовились від участі
До початку турніру
- Лора Робсон (травма правого зап'ястка)

## Переможці та фіналісти

### Чоловіки. Одиночний розряд
Рафаель Надаль —  Мілош Раоніч, 6–2, 6–2

### Одиночний розряд. Жінки
Серена Вільямс —  Сорана Кирстя 6–2, 6–0

### Парний розряд. Чоловіки
Александер Пея /  Бруно Соарес —  Колін Флемінг /  Енді Маррей, 6–4, 7–6(7–4)

### Парний розряд. Жінки
Єлена Янкович /  Катарина Среботнік —  Анна-Лена Гренефельд /  Квета Пешке, 5-7, 6-1, [10-6]